# Agustín Casanova
Agustín Casanova (Montevideo, 14 dicembre 1993) è un cantante e attore uruguaiano.

## Biografia
Ha iniziato la carriera musicale, trasferendosi nel 2013 a Buenos Aires e si presenta ad un provino per Show de talentos argentino.
Nel 2014 diventa il leader del gruppo Márama, seguito dal produttore Fernando Vázquez, con il quale esegue brani di cumbia pop, sottogenere del cumbia. Il gruppo ha pubblicato alcune canzoni tramite YouTube (Loquita, Everything started dancing, Do not go away e Noche loca, con Rombai).
Nel 2015 il gruppo è tra i primi 10 per ascolto su Spotify in Argentina. Con il gruppo e insieme a Rombai ha tenuto alcuni concerti in Sudamerica: a novembre 2015 presso il Velodromo municipale di Montevideo, a dicembre nello show Argentine, a gennaio 2016 al concerto di chiusura del Festival nazionale e internazionale di folklore di Jesús María e a fine anno nel teatro dell'Ópera di Buenos Aires con il concerto Márama, la historia e, insieme a Rombai, nuovamente presso il Velodromo municipale di Montevideo e presso il Luna park in Argentina. Nel 2017 hanno partecipato con Rombai alla chiusura del Festival internazionale della canzone di Viña del Mar
Nel luglio del 2016 anno hanno presentato un video dal titolo Márama-Rombai. El viaje e nel 2017 e sono comparsi nella telenovela messicana Mio marito ha una famiglia (Las Estrellas).
Nell'autunno del 2017 il gruppo si è sciolto. Casanova si è presentato come solista con i brani reggetton Ando buscando e Bailoteame e nel 2018 ha partecipato alla telenovela Simona, della Pol-ka Producciones, dove recita insieme ad Ángela Torres, Juan Darthés e Gastón Soffritti.
Nel 2020 ha fatto parte della giuria del talent show Got Talent Uruguay, presentato da Natalia Oreiro e trasmesso su Canale 10.

## Discografia

### Márama

#### Album in studio
- 2015 - Todo Comenzó Bailando

#### Singoli
- 2014 - Loquita
- 2014 - Todo Comenzó Bailando
- 2014 - No Te Vayas
- 2014 - Una Noche Contigo (ft. Fer Vazquez)
- 2014 - Bronceado
- 2015 - Nena
- 2015 - Noche Loca (ft. Rombai)
- 2015 - Tal Vez
- 2015 - Era Tranquila
- 2015 - Volverte a Ver
- 2016 - Te Amo y Odio
- 2016 - Lo Intentamos
- 2016 - Pasarla Bien
- 2017 - La Quiero Conocer
- 2017 - Vive y Disfruta
- 2017 - Qué Rico Baila (ft. Rombai)

### Solista
- 2018 - Ando Buscando (ft. Chyno Miranda)
- 2018 - Bailoteame (ft. Abraham Mateo e Mau y Ricky)
- 2018 - Sin Regreso
- 2019 - Bye Bye
- 2019 - Solito Solo (ft. Lerica)
- 2019 - 2024

### Colonne sonore

#### Simona (2018)
- Molinos de Viento (ft. Gastón Soffritti)
- Hoy Es Solo Hoy (ft. Gastón Soffritti)

#### Simona En Vivo (2018)
- Bye Bye
- Yo No Soy Esa Julieta (ft. Ángela Torres)
- Queriendote Querer (ft. Ángela Torres e Gastón Soffritti)

## Filmografia
- Bailando por un sueño - show (2016-2017)
- Marama - Rombai - El Viaje - film (2016)
- Simona - serie TV, 154 episodi (2018)
- Millennials - serie TV, partecipazione speciale (2018)
- La Voz Uruguay - talent show, coach (2022-presente)
- La Voz Kids Uruguay - talent show, coach (2023)

## Teatro
- Simona - Dante Guerrico, regia di Florencia Bertotti (2018)
- Aladin #SeràGenial - Aladin (2019)